# Вронский, Сергей Аркадьевич
Серге́й Арка́дьевич Вро́нский (3 сентября 1922 — 21 июня 2003) — советский и российский кинооператор, режиссёр и сценарист, педагог. Заслуженный деятель искусств РСФСР (1969).

## Биография
Участник Великой Отечественной войны (лётчик).
В 1953 году окончил операторский факультет ВГИКа (мастерская Леонида Косматова, среди преподавателей А. Головня). С 1956 года — на «Мосфильме». Работал с Георгием Данелия, Даниилом Храбровицким, Иваном Пырьевым и другими.
В 1969—1970 годах преподавал «Операторское мастерство» на режиссёрском отделении Высших курсов сценаристов и режиссёров 
Увлекался коллекционированием икон.
Ушёл из жизни 21 июня 2003 года. Похоронен в Москве на Троекуровском кладбище.

## Признание и награды
- Заслуженный деятель искусств РСФСР (1969).
- Приз Вкф в номинации «За работу оператора» за 1977 год.
- Государственная премия РСФСР имени братьев Васильевых (1981) — за съёмки фильма «Осенний марафон» (1979).

## Фильмография

### Оператор
- 1956 — Сорок первый (второй оператор)
- 1959 — В едином строю
- 1963 — СССР глазами итальянцев
- 1963 — Утренние поезда
- 1964 — Метель
- 1965 — Тридцать три
- 1968 — Братья Карамазовы
- 1972 — Укрощение огня
- 1974 — «Мосфильму — 50!» (документальный)
- 1975 — Афоня
- 1976 — Табор уходит в небо
- 1978 — Трактир на Пятницкой
- 1979 — Осенний марафон
- 1980 — Белый снег России
- 1988 — Аэлита, не приставай к мужчинам
- 1990 — По 206-й

### Режиссёр
- 1984 — Песочные часы
- 1990 — Под северным сиянием

### Сценарист
- 1984 — Песочные часы
- 1990 — Под северным сиянием